# Alberto Zolim Filho
Alberto Zolim Filho, mais conhecido como Carlitos (Porto Alegre, 27 de novembro de 1921 — Porto Alegre, 30 de outubro de 2001) foi um futebolista brasileiro que atuou como ponta-esquerda.

## Carreira
Carlitos jogou por um único clube em toda sua carreira: o Sport Club Internacional. O ponta-esquerda atuou de 1939 a 1951, consagrando-se como o maior artilheiro da história do Internacional, com 326 gols em 386 jogos. É também o maior artilheiro do Gre-Nal, com 42 gols em 62 jogos.[carece de fontes?]
Seus primeiros jogos foram pelo time amador de seu bairro, o Tristezense e chegou ao Internacional em 1937, aos 16 anos. O jogador acreditava chamar-se Carlos até ter que apresentar sua certidão de nascimento para o clube. Descobriu, então, que o escrivão o tinha registrado somente como Alberto. Estreou pelo colorado em 22 de maio de 1938, em uma vitória de 4–0 sobre o São José.
Conhecido por nunca ter perdido um pênalti, Carlitos foi o autor do célebre "Gol do Plano Inclinado", na partida do dia 16 de setembro de 1945, empate em 4x4 com o Cruzeiro de Porto Alegre no Estádio dos Eucaliptos. O atacante entrou correndo na pequena área, passou da trajetória da bola, mas encontrou tempo para voltar atirando-se para trás e marcando de cabeça. Em 1939, em uma partida contra o Sokol, Carlitos marcou sete gols, sua maior marca. O Internacional venceu por 13–1.
Torcedor fanático do Sport Club Internacional, teve 3 filhos: Ivan, Iran e Irany - todos com I, a inicial do clube do coração. Ainda quando jogava futebol, Carlitos trabalhava na Companhia Geral de Acessórios (CGA), na qual seguiu trabalhando após aposentar-se dos campos. Esteve na CGA até 1971, quando se aposentou, passando em seguida a trabalhar como gerente nas lojas Wilson, onde ficou até 1975. Carlitos faleceu em 2001, aos 79 anos de idade, vítima de infecção generalizada.

## Estatísticas

### Clubes
| Equipe            | Temporada         | Campeonato estadual | Campeonato estadual | Citadino | Citadino | Outros torneios[a] | Outros torneios[a] | Amistosos | Amistosos | Total | Total |
| Equipe            | Temporada         | Jogos               | Gols                | Jogos    | Gols     | Jogos              | Gols               | Jogos     | Gols      | Jogos | Gols  |
| ----------------- | ----------------- | ------------------- | ------------------- | -------- | -------- | ------------------ | ------------------ | --------- | --------- | ----- | ----- |
| Internacional     | 1938              | –                   | –                   | 3        | 1        | –                  | –                  | 3         | 1         | 6     | 2     |
| Internacional     | 1939              | –                   | –                   | 2        | 2        | 9                  | 17                 | 14        | 11        | 25    | 30    |
| Internacional     | 1940              | 2                   | 0                   | 17       | 10       | –                  | –                  | 2         | 1         | 21    | 11    |
| Internacional     | 1941              | –                   | –                   | 10       | 11       | –                  | –                  | 10        | 13        | 20    | 24    |
| Internacional     | 1942              | 7                   | 11                  | 17       | 18       | –                  | –                  | 8         | 11        | 32    | 40    |
| Internacional     | 1943              | 4                   | 6                   | 10       | 14       | 9                  | 8                  | 3         | 3         | 26    | 31    |
| Internacional     | 1944              | 2                   | 0                   | 4        | 3        | –                  | –                  | 3         | 1         | 9     | 4     |
| Internacional     | 1945              | 2                   | 3                   | 14       | 15       | 3                  | 1                  | 15        | 13        | 34    | 32    |
| Internacional     | 1946              | –                   | –                   | 11       | 11       | 6                  | 4                  | 4         | 0         | 21    | 15    |
| Internacional     | 1947              | 2                   | 3                   | 15       | 11       | 7                  | 8                  | 14        | 12        | 38    | 34    |
| Internacional     | 1948              | 4                   | 3                   | 11       | 16       | 6                  | 5                  | 26        | 21        | 47    | 45    |
| Internacional     | 1949              | –                   | –                   | 11       | 3        | 6                  | 4                  | 27        | 20        | 44    | 27    |
| Internacional     | 1950              | –                   | –                   | 14       | 8        | 9                  | 0                  | 17        | 8         | 40    | 16    |
| Internacional     | 1951              | 2                   | 0                   | 1        | 0        | 7                  | 3                  | 13        | 11        | 23    | 14    |
| Total na carreira | Total na carreira | 25                  | 26                  | 140      | 123      | 62                 | 50                 | 159       | 126       | 386   | 325   |

- a. ^ Jogos do Torneio Relâmpago, Torneio Triangular e Torneio Extra de Porto Alegre

### Seleção Gaúcha
| Ano   | Jogos | Gols |
| ----- | ----- | ---- |
| 1939  | 1     | 0    |
| 1941  | 5     | 4    |
| 1942  | 3     | 2    |
| 1943  | 8     | 10   |
| 1946  | 3     | 1    |
| Total | 20    | 17   |

Expanda a caixa de informações para conferir todos os jogos deste jogador, pela sua seleção.
|     | Data                   | Local                             | Resultado | Adversário       | Gol(s) | Competição                   |
| --- | ---------------------- | --------------------------------- | --------- | ---------------- | ------ | ---------------------------- |
| 1.  | 19 de novembro de 1939 | Timbaúva, Porto Alegre            | 2–2       | Paraná           | 0      | Brasileirão de Seleções 1939 |
| 2.  | 9 de novembro de 1941  | Montanha, Porto Alegre            | 6–4       | Santa Catarina   | 2      | Brasileirão de Seleções 1941 |
| 3.  | 27 de novembro de 1941 | Pacaembu, São Paulo               | 3–2       | Pará             | 0      | Brasileirão de Seleções 1941 |
| 4.  | 29 de novembro de 1941 | Pacaembu, São Paulo               | 5–4       | Minas Gerais     | 1      | Brasileirão de Seleções 1941 |
| 5.  | 3 de dezembro de 1941  | Pacaembu, São Paulo               | 2–7       | São Paulo        | 1      | Brasileirão de Seleções 1941 |
| 6.  | 6 de dezembro de 1941  | Pacaembu, São Paulo               | 1–4       | São Paulo        | 0      | Brasileirão de Seleções 1941 |
| 7.  | 18 de novembro de 1942 | Pacaembu, São Paulo               | 4–1       | Mato Grosso      | 1      | Brasileirão de Seleções 1942 |
| 8.  | 25 de novembro de 1942 | Laranjeiras, Rio de Janeiro       | 0–3       | Distrito Federal | 0      | Brasileirão de Seleções 1942 |
| 9.  | 29 de novembro de 1942 | General Severiano, Rio de Janeiro | 1–6       | Distrito Federal | 1      | Brasileirão de Seleções 1942 |
| 10. | 31 de outubro de 1943  |                                   | 3–0       | Santa Catarina   | 0      | Brasileirão de Seleções 1943 |
| 11. | 3 de novembro de 1943  |                                   | 6–2       | Santa Catarina   | 4      | Brasileirão de Seleções 1943 |
| 12. | 7 de novembro de 1943  | Montanha, Porto Alegre            | 2–1       | Paraná           | 2      | Brasileirão de Seleções 1943 |
| 13. | 14 de novembro de 1943 |                                   | 2–3       | Paraná           | 1      | Brasileirão de Seleções 1943 |
| 14. | 21 de novembro de 1943 | Pacaembu, São Paulo               | 0–3       | Bahia            | 0      | Brasileirão de Seleções 1943 |
| 15. | 28 de novembro de 1943 | Pacaembu, São Paulo               | 4–1       | Bahia            | 1      | Brasileirão de Seleções 1943 |
| 16. | 5 de dezembro de 1943  | Pacaembu, São Paulo               | 3–5       | São Paulo        | 2      | Brasileirão de Seleções 1943 |
| 17. | 8 de dezembro de 1943  | Pacaembu, São Paulo               | 0–5       | São Paulo        | 0      | Brasileirão de Seleções 1943 |
| 18. | 27 de outubro de 1946  |                                   | 2–4       | Paraná           | 1      | Brasileirão de Seleções 1946 |
| 19. | 29 de novembro de 1946 |                                   | 0–5       | São Paulo        | 0      | Brasileirão de Seleções 1946 |
| 20. | 5 de fevereiro de 1950 | Eucaliptos, Porto Alegre          | 1–1       | Paraná           | 0      | Brasileirão de Seleções 1950 |

## Títulos
Internacional
- Campeonato Gaúcho: 1940, 1941, 1942, 1943, 1944, 1945, 1947, 1948, 1950
- Campeonato Citadino de Porto Alegre: 1940, 1941, 1942, 1943, 1944, 1945, 1947, 1948, 1950, 1951
- Torneio Relâmpago de Porto Alegre: 1939

### Artilharias
- Torneio Relâmpago de Porto Alegre de 1939 (16 gols)
- Torneio Extra de Porto Alegre de 1947 (8 gols)
- Campeonato Citadino de Porto Alegre de 1942 (18 gols)
- Campeonato Citadino de Porto Alegre de 1947 (11 gols)
- Campeonato Citadino de Porto Alegre de 1948 (16 gols)

### Recordes
- Maior artilheiro do Internacional: 332 gols em 384 jogos
- Maior artilheiro do Grenal: 42 gols em 62 jogos